# Liechtensteiner Cup 1947/48
Der Liechtensteiner Cup 1947/48 (offiziell: Aktiv-Cup) war die dritte Austragung des Fussballpokalwettbewerbs der Herren in Liechtenstein. Es ist nur das Ergebnis des Finales bekannt. Der FC Triesen konnte seinen im Vorjahr gewonnenen Titel erfolgreich verteidigen.

## Finale
Das Finale fand am 19. September 1948 in Vaduz statt.
| Datum      |            | Ergebnis  |          |
| ---------- | ---------- | --------- | -------- |
| 19.09.1948 | FC Triesen | 4:2 n. V. | FC Vaduz |